# As Aventuras de Gui & Estopa
As Aventuras de Gui & Estopa (també conegut com Gui & Estopa) és una sèrie de televisió brasilera d'animació en Flash creat i dirigit per Mariana Caltabiano i que s'emet per Cartoon Network des del 2009.

## Argument
La sèrie narra les desventures de Gui i Estopa, dos joves gossos antropomòrfics i els seus amics Cróquete, Pitiburro, Fifivelinha i Ribaldo.

## Personatges
- Gui "Iguinho" (Veu: Mariana Caltabiano) un jove westie[2] que és el protagonista de la sèrie.
- Estopa (Veu: Eduardo Jardim) un gos gris gros que és el millor amic de Gui.
- Cróquete Spaniel (Veu: Mariana Caltabiano) un Cocker spaniel anglès marró que és la xicota de Gui.
- Pitiburro (Veu: Eduardo Jardim) un Pitbull beix que és amic i rival de Gui.
- Dona Iguilda (Veu: Mariana Caltabiano) un westie que és la mare de Gui.
- Fifivelinha (Veu: Mariana Caltabiano) una noia.
- Ribaldo "Riba" (Veu: Arly Cardoso) un ratolí gris.
- Róquete Spaniel (Veu: Mariana Caltabiano) un Spaniel beix francès que és el cosí gran de Cróquete.
- Professora Jararaca una serp verda.
- Pitibela un Pitbull beix que és la xicota de Pitiburro.
- Pitbalinha un Pitbull beix que és el germà petit de Pitiburro.
- Jaiminho un porc.
- Nerdson un nen que és el veí de Gui.
- Irmãozão un gos beix gran i fort.
- Justin Bibelô un ocell groc.
- Lívia una gossa bronzejada.
- Birdy un ocell roig.
- Dr. Oscar Toon un metge.
- Jack Pé D'Curry un gos rosa francès.
- Bisa una vella gossa beix que és la besàvia de Gui.